# Талакмау
Талакмау (индон. Talamau, Talakmau или Ophir) — сложный вулкан, находящийся на острове Суматра в Индонезии. Абсолютная высота составляет 2919 м. Одна из вершин — андезитово-дацитовый вулкан, протянувшийся вдоль северо-восточной и юго-восточной линии и достигший высоты в 2912 м, что более чем на 700 м больше чем другой стратовулкан Пасаман, который входит в Талакмау и имеет придаточный конус Букит-Нилам, который расположен в 3,4 км к юго-западу. На вершине Талакмау расположены 3 кратера, самый высокий, северо-восточный кратер заполнен лавой.

## Вулканическая активность
8 сентября 1937 года вулкан начал испускать дым — не совсем понятно, являлось ли это извержением или нет. Дата остановки «извержения» неизвестна. Действительно подтверждённая взрывная активность происходила в период голоцена. Эксплозивность извержения 1937 года оценена в 1 балл по шкале VEI, эксплозивность голоценовых извержений не определена.